# Pietra-di-Verde
 Pietra-di-Verde  là một xã ở tỉnh Haute-Corse trên đảo Corse, Pháp. Xã này có diện tích 8,79 km², dân số năm 1999 là 115 người. Khu vực này có độ cao 480 mét trên mực nước biển.